# 荣蛱蝶
荣蛱蝶（学名：Doxocopa agathina)，是蛺蝶科闪蛱蝶亚科下的一种蝴蝶。此种分布于南美洲，由哥伦比亚至巴拉圭
。

## 描述
雄性的翅膀是明亮的蓝色或紫色。雌性的翅膀颜色较深，通常是棕色，前翅常有一条橘色带纹。闪蛱蝶亚科的成虫都有绿色口器
。

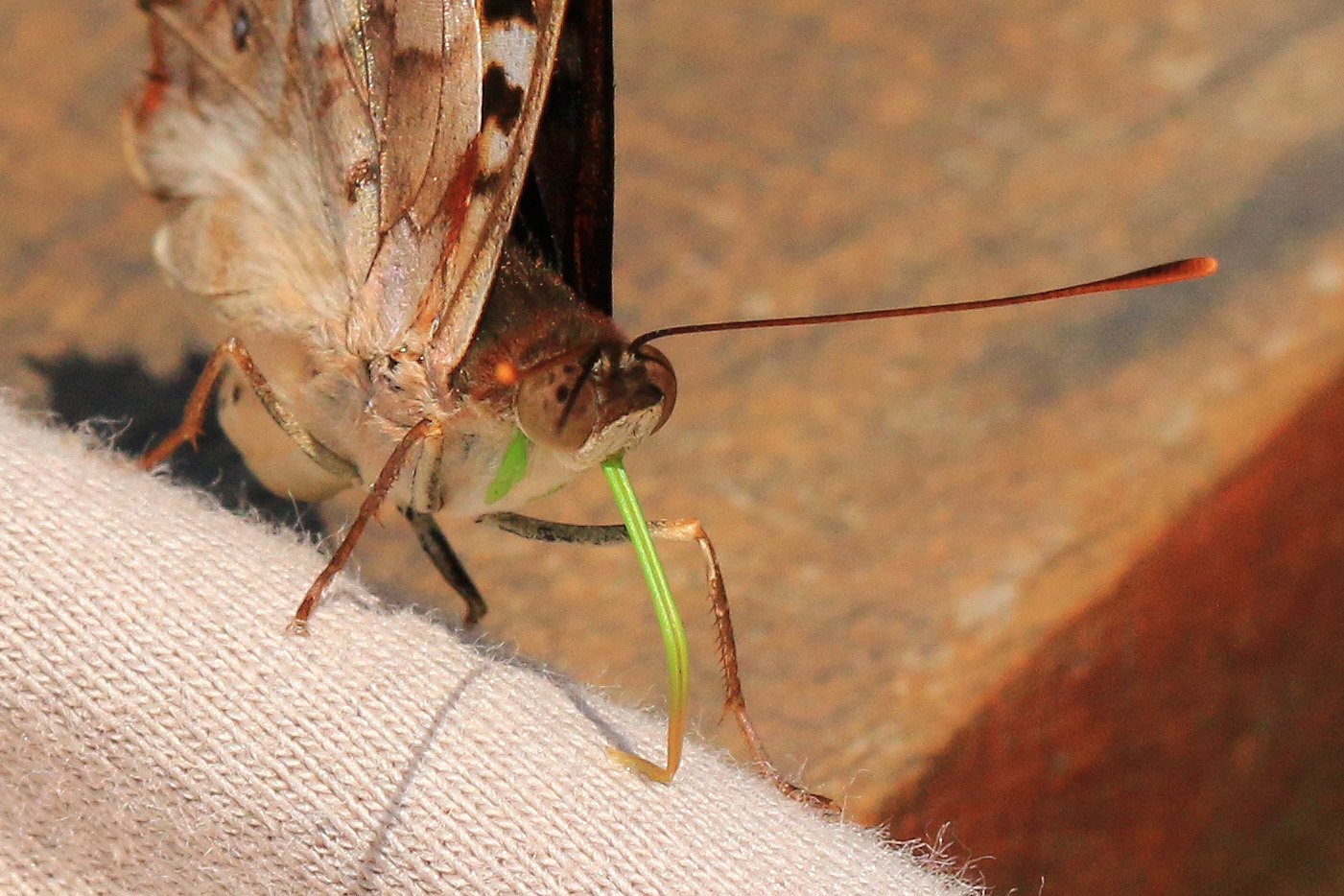
绿色口器